# 短翼鋸魴鮄
短翼鋸魴鮄，為輻鰭魚綱鮋形目牛尾魚亞目角魚科的其中一種，分布於西大西洋區，從美國北卡羅來納州至南美洲北部海域，棲息深度37-300公尺，體長可達17.5公分，為底棲性魚類，屬肉食性。